# Chlinka
Chlinka – struga w województwie śląskim, długości około 3 km, prawy dopływ Udorki. Jej źródło znajduje się we wsi Chlina, w gminie Żarnowiec, powiecie zawierciańskim. Przepływa przez Chlinę Dolną (kolonia Chliny), w kierunku północnym i w okolicy przysiółków, Podechlinie i Siedliski wpada do Udorki.